# Campazas (kommunhuvudort)
Campazas är en kommunhuvudort i Spanien.   Den ligger i provinsen Provincia de León och regionen Kastilien och Leon, i den nordvästra delen av landet, 240 km nordväst om huvudstaden Madrid. Campazas ligger 775 meter över havet och antalet invånare är 151.
Terrängen runt Campazas är platt. Runt Campazas är det glesbefolkat, med 19 invånare per kvadratkilometer. Närmaste större samhälle är Valencia de Don Juan, 16,9 km norr om Campazas. Trakten runt Campazas består till största delen av jordbruksmark.